# 彎刀戰鬥機
彎刀（Scimitar）是英國超級馬林飛機公司設計生產的一款噴射戰鬥機。彎刀式是一款雙發動機，中單翼噴射戰鬥機，最初訂購100架，但是最終僅生產了75架。

## 歷史
二次世界大戰結束時期，英國開始發展新一代航空母艦與艦載機的相關技術。當時英國皇家海軍對於正在研發中的彈性甲板（Flexible Deck）有高度的興趣，超級馬林公司就就此設計了一款低單翼，V型雙垂直尾翼，配備兩具勞斯萊斯Avon渦輪發動機的原型機。但是1947年後期皇家海軍放棄了彈性甲板的研發，超級馬林將這款設計加上起落架繼續發展，第一架原型機被賦予508型的編號，於1951年8月底進行首次試飛。
在試飛的過程中發現V型雙垂直尾翼產生一些控制上的問題，在同一時段超級馬林計畫生產的第三架原型機將要改用後掠翼，最終的決定是將尾翼的部分改成單垂直尾翼，具有後掠角的全動式水平尾翼，這些改變也就是後來進入量產的彎刀式戰鬥機的基本構型。
全後掠翼設計的525型原型機於1954年4月首度飛行，當時是英國生產過體型最大的單座戰鬥機。隔年這架飛機在飛行因為意外而損失，造成飛行員死亡與兩年的延遲。1956年大幅改變設計的545型原型機試飛成功，但是一度在飛行中幾乎墜毀。再度修改的原型機繼續試驗，直到1957年3月才被英國皇家海軍接受並且進入量產階段，正式成為彎刀式戰鬥機。

## 設計
彎刀式是中單翼設計，機翼在1/4弦線處的後掠角度是45度，機翼中間的部分可以向上折起以節省在航艦上的儲存與操作空間。機翼前端是同樣長度的前緣襟翼，為了降低降落速度與保持良好的低速控制，還進一步使用邊界層控制（Boundary Layer Control，BLC）技術。
水平尾翼有相同的後掠角，位於噴嘴上方，高於機翼的位置上，水平尾翼為全動式，沒有另外安裝控制面。
彎刀式的兩具發動機位於機身的兩側，有各自的進氣口和進氣道負責提供穩定的氣流。
機上的固定武裝是4門30毫米艾登機炮，安裝在兩邊進氣口的下方。射擊後的彈殼和彈鏈會送回機身內部儲存，以免在拋出的過程中損傷機身結構。除此之外，彎刀式在機翼下還有各兩處掛架，除了能夠攜帶各種彈藥以外，也可以掛載副油箱。

## 規格
- 長度：16.87公尺
- 翼展：11.33公尺
- 高度：4.65公尺
- 最大載重：15,515公斤（34,200磅）
- 極速：1145公里/時（710英哩/時）
- 飛行高度極限：15,200公尺（50000英尺）
- 機組員：一位
- 武器：4x 30毫米亞丁轉輪式機炮；1,400公斤（4,000磅）炸彈；4xAIM-9響尾蛇空對空飛彈